# Wolfgang Stark
Wolfgang Stark (Landshut, Bajorország, 1969. november 20. –) német nemzetközi labdarúgó-játékvezető. Polgári foglalkozása banki alkalmazott.

## Pályafutása

### Nemzeti játékvezetés
A játékvezetői vizsgát 1983-ban, 14 évesen tette le. Ellenőreinek, sportvezetőinek javaslatára lett országos játékvezető, előbb 1994-től a 2. nemzeti ligában, majd 1997-től a legmagasabb ligában működik. Bajnoki mérkőzéseinek száma: 293. (2013).

#### Nemzeti kupamérkőzések
Vezetett Kupa-döntők száma: 1.

##### Német labdarúgókupa
| Időpont         | Helyszín                 | Mérkőzés típusa | Mérkőzés                   | Eredmény | Nézők száma |
| --------------- | ------------------------ | --------------- | -------------------------- | -------- | ----------- |
| 2011. május 21. | Olimpiai Stadion, Berlin | döntő           | MSV Duisburg–FC Schalke 04 | 0 : 5    | 75 708      |

### Nemzetközi játékvezetés
A Német labdarúgó-szövetség (DFB) Játékvezető Bizottsága (JB) terjesztette fel nemzetközi játékvezetőnek, a Nemzetközi Labdarúgó-szövetség (FIFA) 1999-től tartotta nyilván bírói keretében. Több nemzetek közötti válogatott és klubmérkőzést vezetett. A FIFA rangsorolása szerint az elit kategóriás - első csoport - játékvezetők közé tartozik. A német nemzetközi játékvezetők rangsorában, a világbajnokság-Európa-bajnokság sorrendjében a 2. helyet foglalja el 25 találkozó szolgálatával. A XX. század végére, a XXI. század elejére jellemző, hogy a labdarúgásban fejlettebb nemzetek játékvezetői a fejlődés különböző fokain álló országokba kapnak működési megbízást. 2001-ben a Japán, 2009-ben a Líbiai és a Katari nemzeti bajnokságban működhetett huzamosabb ideig. Válogatott találkozóinak száma: 37. (2013) Nemzetközi klubmérkőzéseinek száma: 54. (2009)

#### Labdarúgó-világbajnokság

##### U17-es labdarúgó-világbajnokság
Új-Zéland a 8., az 1999-es U17-es labdarúgó-világbajnokságot, Nigéria a 12., a 2007-es U17-es labdarúgó-világbajnokságot, az Egyesült Arab Emírségek a 15., a 2013-as U17-es labdarúgó-világbajnokságot rendezte, ahol a FIFA JB hivatalnoknak bízta meg.

###### 1999-es U17-es labdarúgó-világbajnokság
| Időpont            | Helyszín                        | Mérkőzés típusa              | Mérkőzés                   | Eredmény | Nézők száma |
| ------------------ | ------------------------------- | ---------------------------- | -------------------------- | -------- | ----------- |
| 1999. november 10. | North Harbour Stadion, Auckland | csoportmérkőzés (A. csoport) | Új-Zéland–Egyesült Államok | 1 : 2    | 14 103      |
| 1999. november 17. | Carisbrook Stadion, Dunedin     | csoportmérkőzés (D. csoport) | Burkina Faso–Paraguay      | 2 : 2    | 2 180       |
| 1999. november 21. | QE II Stadion, Christchurch     | egyik negyeddöntő            | Ausztrália–Katar           | 1 : 0    | 3 500       |

###### 2007-es U17-es labdarúgó-világbajnokság
| Időpont           | Helyszín                      | Mérkőzés típusa              | Mérkőzés                              | Eredmény | Nézők száma |
| ----------------- | ----------------------------- | ---------------------------- | ------------------------------------- | -------- | ----------- |
| 2009. október 26. | Ahmadou Bello Stadion, Kaduna | csoportmérkőzés (F. csoport) | Uruguay–Dél-Korea                     | 1 : 3    | 13 700      |
| 2009. október 29. | Sani Abacha Stadion, Kano     | csoportmérkőzés (E. csoport) | Egyesült Arab Emírségek–Spanyolország | 1 : 3    | 20 000      |
| 2009. november 4. | Gateway Stadion, Ijebu-Ode    | egyik nyolcaddöntő           | Argentína–Kolumbia                    | 2 : 3    | 12 460      |

###### 2013-as U17-es labdarúgó-világbajnokság
| Időpont           | Helyszín                             | Mérkőzés típusa              | Mérkőzés                   | Eredmény | Nézők száma |
| ----------------- | ------------------------------------ | ---------------------------- | -------------------------- | -------- | ----------- |
| 2013. október 17. | Emirates Club Stadion, Rász el-Haima | csoportmérkőzés (B. csoport) | Uruguay–Új-Zéland          | 7 – 0    | 1201        |
| 2013. október 23. | Emirates Club Stadion, Rász el-Haima | csoportmérkőzés (A. csoport) | Honduras–Brazília          | 0 – 3    | 2662        |
| 2013. november 2. | Városi Stadion, Sharjah              | egyik negyeddöntő            | Argentína–Elefántcsontpart | 2 – 1    | 8288        |

---

##### U20-as labdarúgó-világbajnokság
Kanada rendezte a 16., a 2007-es U20-as labdarúgó-világbajnokságot, ahol a FIFA JB játékvezetőként foglalkoztatta. Az Argentína–Chile elődöntőn, ahol 11 lapot - 9 sárga, 2 piros - osztott ki, amelyből 9-et chilei játékos - 7 sárga, 2 piros - kapott. A mérkőzés végén a chilei játékosok megtámadták a játékvezetőt, majd a nézőket. A játékvezetőt és a nézőket a rendfenntartók védték meg a játékosok sportszerűtlen támadásától.
| Időpont          | Helyszín                         | Mérkőzés típusa              | Mérkőzés              | Eredmény | Nézők száma |
| ---------------- | -------------------------------- | ---------------------------- | --------------------- | -------- | ----------- |
| 2007. július 1.  | Swangard Stadion, Burnaby        | csoportmérkőzés (B. csoport) | Spanyolország–Uruguay | 2 : 2    | 10 000      |
| 2007. július 4.  | Royal Athletic Stadion, Victoria | csoportmérkőzés (F. csoport) | Costa Rica–Japán      | 0 : 1    | 10 500      |
| 2007. július 8.  | Olimpiai Stadion, Montréal       | csoportmérkőzés (C. csoport) | Portugália–Gambia     | 1 : 2    | 28 402      |
| 2007. július 12. | Frank Clair Stadion, Ottawa      | egyik nyolcaddöntő           | Zambia–Nigéria        | 1 : 2    | 22 531      |
| 2007. július 19. | Nemzeti Stadion, Toronto         | egyik elődöntő               | Chile–Argentína       | 0 : 3    | 19 526      |

---
Négy világbajnoki döntőhöz vezető úton Dél-Koreába és Japánba a XVII., a 2002-es labdarúgó-világbajnokságra, Németországba a XVIII., a 2006-os labdarúgó-világbajnokságra, Dél-Afrikába a XIX., a 2010-es labdarúgó-világbajnokságra valamint Brazíliába a XX., a 2014-es labdarúgó-világbajnokságra a FIFA JB bíróként alkalmazta. 2012-ben a FIFA JB bejelentette, hogy a brazil labdarúgó-világbajnokság lehetséges játékvezetőinek átmeneti listájára jelölte. Világbajnokságon vezetett mérkőzéseinek száma: 3.

##### 2002-es labdarúgó-világbajnokság

###### Selejtező mérkőzés
| Időpont           | Helyszín                     | Mérkőzés típusa           | Mérkőzés             | Eredmény | Nézők száma |
| ----------------- | ---------------------------- | ------------------------- | -------------------- | -------- | ----------- |
| 2001. március 24. | Tofik Bahramov Stadion, Baku | előselejtező (4. csoport) | Azerbajdzsán–Moldova | 0 : 0    | 20 000      |

##### 2006-os labdarúgó-világbajnokság

###### Selejtező mérkőzés
| Időpont             | Helyszín                         | Mérkőzés típusa           | Mérkőzés              | Eredmény | Nézők száma |
| ------------------- | -------------------------------- | ------------------------- | --------------------- | -------- | ----------- |
| 2004. október 13.   | Városi Stadion, Lviv             | előselejtező (2. csoport) | Ukrajna–Grúzia        | 2 : 0    | 28 000      |
| 2005. március 26.   | Old Trafford Stadion, Manchester | előselejtező (6. csoport) | Anglia–Észak-Írország | 4 : 0    | 65 239      |
| 2005. szeptember 3. | Laugardalsvöllur, Reykjavík      | előselejtező (8. csoport) | Izland–Horvátország   | 1 : 3    | 5 520       |
| 2005. október 12.   | Francia Stadion, Saint-Denis     | előselejtező (4. csoport) | Franciaország–Ciprus  | 4 : 0    | 78 864      |

##### 2010-es labdarúgó-világbajnokság
2008-ban a FIFA JB bejelentette, hogy a Dél-Afrikai rendezésű labdarúgó-világbajnokság lehetséges játékvezetők átmeneti listájára jelölte. A FIFA JB 2010. február 5-én kijelölte a (június 11.-július 11.) között közreműködő harminc játékvezetőt, akik Kassai Viktor és 28 társa között ott volt a világtornán. Az érintettek március 2-6. között a Kanári-szigeteken vettek részt szemináriumon, ezt megelőzően február 26-án Zürichben orvosi vizsgálaton kellett megjelenniük. Az ellenőrző vizsgálatokon megfelelt az elvárásoknak, így a FIFA JB delegálta az utazó keretbe.

###### Selejtező mérkőzés
| Időpont             | Helyszín                      | Mérkőzés típusa           | Mérkőzés                 | Eredmény | Nézők száma |
| ------------------- | ----------------------------- | ------------------------- | ------------------------ | -------- | ----------- |
| 2008. október 11.   | Slaski Stadion, Chorzów       | előselejtező (3. csoport) | Lengyelország–Csehország | 2 : 1    | 38 293      |
| 2009. április 1.    | San Nicola Stadion, Bari      | előselejtező (8. csoport) | Olaszország–Írország     | 1 : 1    | 48 000      |
| 2009. szeptember 5. | Hampden Park Stadion, Glasgow | előselejtező (9. csoport) | Skócia–Macedónia         | 2 : 0    | 50 214      |
| 2009. október 10.   | Tehelne Stadion, Bratislava   | előselejtező (3. csoport) | Szlovákia–Szlovénia      | 0 : 2    | 23 800      |

###### Világbajnoki mérkőzés
| Időpont          | Helyszín                                   | Mérkőzés típusa              | Mérkőzés          | Eredmény | Nézők száma |
| ---------------- | ------------------------------------------ | ---------------------------- | ----------------- | -------- | ----------- |
| 2010. június 12. | Ellis Park Stadion, Johannesburg           | csoportmérkőzés (B. csoport) | Argentína–Nigéria | 1 : 0    | 55 686      |
| 2010. június 23. | Nelson Mandela Bay Stadion, Port Elizabeth | csoportmérkőzés (C. csoport) | Szlovénia-Anglia  | 0 : 1    | 36 893      |
| 2010. június 26. | Nelson Mandela Bay Stadion, Port Elizabeth | egyik nyolcaddöntő           | Uruguay–Dél-Korea | 2 : 1    | 30 597      |

##### 2014-es labdarúgó-világbajnokság

###### Selejtező mérkőzés
| Időpont             | Helyszín                   | Mérkőzés típusa           | Mérkőzés             | Eredmény | Nézők száma |
| ------------------- | -------------------------- | ------------------------- | -------------------- | -------- | ----------- |
| 2012. szeptember 8. | Parken Stadion, Koppenhága | előselejtező (B. csoport) | Dánia–Csehország     | 0 – 0    | 24 004      |
| 2013. március 22.   | Népstadion, Budapest       | előselejtező (D. csoport) | Magyarország–Románia | 2 – 2    | zárt kapuk  |

#### Labdarúgó-Európa-bajnokság

##### U18-as labdarúgó-Európa-bajnokság
Svédország rendezte az 1999-es U18-as labdarúgó-Európa-bajnokságot, ahol az UEFA JB bíróként foglalkoztatta.
---
Az európai-labdarúgó torna döntőjéhez vezető úton Portugáliába a XII., a 2004-es labdarúgó-Európa-bajnokságra, Ausztriába és Svájcba a XIII., a 2008-as labdarúgó-Európa-bajnokságra, valamint Ukrajnába és Lengyelországba a XIV., a 2012-es labdarúgó-Európa-bajnokságra az UEFA JB játékvezetőként foglalkoztatta. 2012-ben a 12 fős játékvezetői keret a torna előtt speciális felkészítő edzőtáborba vett részt. Elsőként 2012. január 30. - február 2. között, utána április végén a Varsóban folytatódott felkészítésük. A kontinensviadal történetében először meccsenként négy asszisztens segítette munkáját.

##### 2004-es labdarúgó-Európa-bajnokság

###### Selejtező mérkőzés
| Időpont             | Helyszín                         | Mérkőzés típusa           | Mérkőzés                | Eredmény | Nézők száma |
| ------------------- | -------------------------------- | ------------------------- | ----------------------- | -------- | ----------- |
| 2002. október 12.   | Råsunda Stadion, Stockholm       | előselejtező (4. csoport) | Svédország–Magyarország | 1 : 1    | 35 084      |
| 2003. június 11.    | Riverside Stadion, Middlesbrough | előselejtező (7. csoport) | Anglia-Szlovákia        | 2 : 1    | 31 000      |
| 2003. szeptember 6. | Központi Stadion, Doneck         | előselejtező (6. csoport) | Ukrajna–Észak-Írország  | 0 : 0    | 32 000      |

##### 2008-as labdarúgó-Európa-bajnokság

###### Selejtező mérkőzés
| Időpont             | Helyszín                            | Mérkőzés típusa           | Mérkőzés                 | Eredmény | Nézők száma |
| ------------------- | ----------------------------------- | ------------------------- | ------------------------ | -------- | ----------- |
| 2006. október 11.   | Śląski Stadion, Chorzów             | előselejtező (A. csoport) | Lengyelország–Portugália | 2 : 1    | 40 000      |
| 2007. március 24.   | Georgios Karaiskakis Stadion, Athén | előselejtező (C. csoport) | Görögország–Törökország  | 1 : 4    | 33 000      |
| 2007. szeptember 8. | Laugardalsvöllur, Reykjavík         | előselejtező (F. csoport) | Izland–Spanyolország     | 1 : 1    | 9 500       |
| 2007. október 13.   | Maksimir Stadion, Zágráb            | előselejtező (E. csoport) | Horvátország–Izrael      | 1 : 0    | 30 000      |
| 2007. november 21.  | Råsunda Stadion, Solna község       | előselejtező (F. csoport) | Svédország–Litvánia      | 2 : 1    | 26 000      |

##### 2012-es labdarúgó-Európa-bajnokság

###### Selejtező mérkőzés
| Időpont            | Helyszín                   | Mérkőzés típusa           | Mérkőzés                       | Eredmény | Nézők száma |
| ------------------ | -------------------------- | ------------------------- | ------------------------------ | -------- | ----------- |
| 2010. október 9.   | Városi Stadion, Ramat-Gan  | előselejtező (F. csoport) | Izrael–Horvátország            | 1 : 2    | 33 421      |
| 2011. október 7.   | Városi Stadion, Podgorica  | előselejtező (G. csoport) | Montenegró–Anglia              | 2 : 2    | 11 340      |
| 2011. november 15. | Benfica Stadion, Lisszabon | rájátszás                 | Portugália–Bosznia-Hercegovina | 6 : 2    | 47 728      |

###### Európa-bajnoki mérkőzés
| Időpont          | Helyszín               | Mérkőzés típusa              | Mérkőzés                   | Eredmény | Nézők száma |
| ---------------- | ---------------------- | ---------------------------- | -------------------------- | -------- | ----------- |
| 2012. június 12. | Nemzeti Stadion, Varsó | csoportmérkőzés (A. csoport) | Lengyelország–Oroszország  | 1 : 1    | 56 070      |
| 2012. június 18. | PGE Stadion, Gdańsk    | csoportmérkőzés (C. csoport) | Horvátország–Spanyolország | 0 : 1    | 39 076      |

#### Olimpiai játékok
Kína adott otthont a XXIX., a 2008. évi nyári olimpiai játékok labdarúgó tornájának, ahol a FIFA JB hivatalnoki feladatokkal látta el. Pekingben, a legtapasztaltabb játékvezetők egyike volt, nagy esélye volt a döntő vezetésére, mivel Németország csapata nem jutott ki tornára. Állandó asszisztensei Volker Wezel és Jan-Hendrik Salver voltak.
| Időpont             | Helyszín                | Mérkőzés típusa              | Mérkőzés                   | Eredmény | Nézők száma |
| ------------------- | ----------------------- | ---------------------------- | -------------------------- | -------- | ----------- |
| 2008. augusztus 7.  | Városi Stadion, Sanghaj | csoportmérkőzés (A. csoport) | Elefántcsontpart–Argentína | 1 : 2    | 43 266      |
| 2008. augusztus 13. | Munkás Stadion, Peking  | csoportmérkőzés (B. csoport) | Nigéria–Egyesült Államok   | 2 : 1    | 48 096      |

#### Nemzetközi kupamérkőzések
Vezetett Kupa-döntők száma: 1.

##### UEFA-bajnokok ligája
| Időpont             | Helyszín                        | Mérkőzés típusa               | Mérkőzés                                 | Eredmény |
| ------------------- | ------------------------------- | ----------------------------- | ---------------------------------------- | -------- |
| 2002. augusztus 14. | Puskás Ferenc Stadion, Budapest | 3. selejtezőkör (1. mérkőzés) | Zalaegerszegi TE FC–Manchester United FC | 1 : 0    |
| 2003. augusztus 27. | Park Stadion, Glasgow           | 3. selejtezőkör (2. mérkőzés) | Celtic FC–MTK Budapest FC                | 1 : 0    |

##### UEFA-kupa
| Időpont           | Helyszín                             | Mérkőzés típusa               | Mérkőzés                  | Eredmény |
| ----------------- | ------------------------------------ | ----------------------------- | ------------------------- | -------- |
| 2000. október 26. | La Beaujoire-Louis Fonteneau, Nantes | 2. selejtezőkör (1. mérkőzés) | FC Nantes–MTK Budapest FC | 2 : 1    |

##### Európa-liga
| Időpont        | Helyszín                  | Mérkőzés típusa | Mérkőzés                         | Eredmény | Nézők száma |
| -------------- | ------------------------- | --------------- | -------------------------------- | -------- | ----------- |
| 2012. május 9. | Nemzeti Stadion, Bukarest | döntő           | Atlético de Madrid–Athletic Club | 3 : 0    | 52 347      |

## Szakmai sikerek
- Az IFFHS (International Federation of Football History & Statistics) 1987-2011 évadokról tartott nemzetközi szavazásán 151, játékvezető besorolásával minden idők 44, legjobb bírójának rangsorolta, holtversenyben Benito Archundia, Márcio Rezende de Freitas társaságában.
- 2010-ben a DFB JB szakmai felkészültségét elismerve az Év Játékvezetője címmel tüntette ki.

## Magyar vonatkozás
| Időpont             | Helyszín                        | Mérkőzés típusa          | Mérkőzés            | Eredmény | Nézők száma |
| ------------------- | ------------------------------- | ------------------------ | ------------------- | -------- | ----------- |
| 2011. augusztus 10. | Puskás Ferenc Stadion, Budapest | 861. válogatott mérkőzés | Magyarország–Izland | 4 : 0    | 13 800      |